# 沙村站 (广州)
沙村站是廣州地鐵13號線的其中一個車站，位於中国广东省广州市增城區新塘镇新塘大道西、温涌路、温涌东路口的地底，2017年12月28日，隨13號線首期开通而启用。

## 車站結構

### 車站樓層
本站共有兩層。地面為新塘大道、温涌路、温涌东路，新塘新世界花園及其它建築；地下一層為站廳；地下二層為站台。
| 地下一层 | 站厅                       | 售票機、客服中心、商店、警务室、安检设施 |  |  |
| 地下二层 | 2 站台                     | █13号线 鱼珠方向（下站：南岗）           |  |  |
|          | 岛式站台（卫生间、母婴室） |                                          |  |  |
|          | 1 站台                     | █13号线 新沙方向（下站：白江）           |  |  |

### 站厅

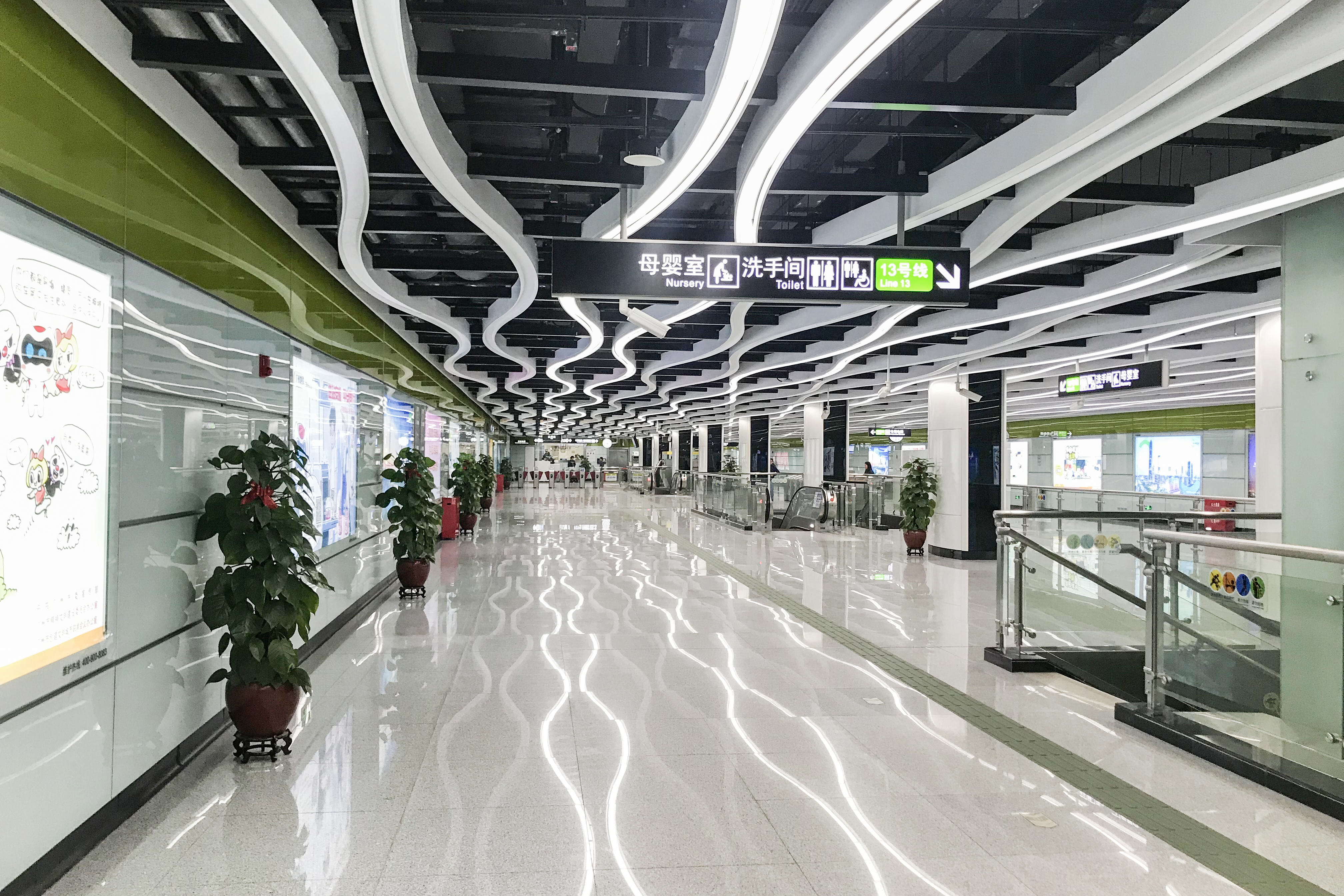
站厅

沙村站站厅設有售票機及客務中心；亦设有自动售卖机和自动售卡/充值机等自助服务设施。
为方便行人进出，站厅北侧被划分为收费区，收费区内各自设有多组扶手电梯、楼梯和一台专用电梯供乘客前往月台层。

### 月台
沙村站設有一個島式月台，位於新塘大道西北側的地底。本站的卫生间以及母婴室均设于月台往鱼珠方向端头处。
另外，本站東端設有一組雙存車線。該存車線可用於折返新沙方向的列車。在13號線因2020年5月22日的暴雨停運後，同月29日13號線魚珠至沙村段率先恢復運營時，便使用該存車線折返全部列車，以本站作為13號線的臨時終點站，直至6月13日全線重開運營。

1号月台全景图

### 出入口
沙村站目前设有4个出入口供乘客进出车站。
|                                           |                                                       |      |            |                                                |
| 編號                                      | 设施                                                  | 照片 | 出口指示   | 建議前往的目的地                               |
| C1                                        | 盲道标志 · 升降机标志 · 无障碍通道标志 · 扶手电梯标志 |      | 温涌东路   | 新塘大道西、温涌路、沙村地铁站公交车站（东行） |
| C2                                        | 盲道标志 · 扶手电梯标志                               |      | 新塘大道西 | 沙村地铁站公交车站（西行）                     |
| D                                         |                                                       |      | 新塘大道西 |                                                |
| E                                         | 盲道标志                                              |      | 新塘大道西 | 南碱大道北                                     |
| 註： 設有 \| 設有 \| 設有 \| 設有扶手電梯 |                                                       |      |            |                                                |

## 接驳交通
| 公交（沙村地铁站） \| 编号 \| 编号 \| 线路 \| 线路 \| 线路 \| 收费 \| 备注 \| \| ---- \| ------ \| -------------------- \| ---- \| ---------- \| ---- \| ---- \| \| \| 571 \| 新塘（保利东江首府） \| ⇆ \| 南湾 \| 2元 \| \| \| \| 增城22 \| 黄沙头村 \| ⇆ \| 夏埔村总站 \| 2元 \| \| \| \| 增城24 \| 新塘站公交总站 \| ⇆ \| 东江大道南 \| 2元 \| \| \| \| 增城25 \| 陈家林 \| ⇆ \| 东江逸珑湾 \| 2元 \| \| \| \| 增城29 \| 沙埔广场 \| ⇆ \| 新塘大道 \| 2元 \| \| \| \| 增城39 \| 仙村公交总站 \| ⇆ \| 尚东阳光 \| 3元 \| \| \| \| 增城45 \| 新塘大道 \| ⇆ \| 创盈路西 \| 2元 \| \| |        |                      |      |            |      |      |
| 编号 | 编号   | 线路                 | 线路 | 线路       | 收费 | 备注 |
| | 571    | 新塘（保利东江首府） | ⇆    | 南湾       | 2元  |      |
| | 增城22 | 黄沙头村             | ⇆    | 夏埔村总站 | 2元  |      |
| | 增城24 | 新塘站公交总站       | ⇆    | 东江大道南 | 2元  |      |
| | 增城25 | 陈家林               | ⇆    | 东江逸珑湾 | 2元  |      |
| | 增城29 | 沙埔广场             | ⇆    | 新塘大道   | 2元  |      |
| | 增城39 | 仙村公交总站         | ⇆    | 尚东阳光   | 3元  |      |
| | 增城45 | 新塘大道             | ⇆    | 创盈路西   | 2元  |      |

## 歷史
本站最早出現在2003年的地鐵規劃方案中，為5號線的一站。之後該方案局部修改，本站成為當時14號線的中途站。隨後在2008年方案中，原14號線被分拆重組成多條線路，最終本站確定成為13號線的中途站，並隨13號線首期動工興建。
本站规划时曾用名南鹼路站，取自临近的广东南方制碱有限公司厂区路边；但因该厂为污染黑点，遭到周边居民强烈反弹，认为南碱是污染的代名词。故增城政府向广州市当局申请更名并将车站调整至温涌河地区，随后在13号线环评阶段获得确认，并更名为温涌路站。在13號線首期各站初定站名公示中，本站更名为溫涌站。其後新塘鎮向廣州市有關部門提出建議，把本站更名為沙村站，理由是車站附近片區的村民和有關人士均稱自己是沙村人。最終經廣州地鐵集團申報，廣州市民政局地名辦確定以沙村站作為車站正式名稱。2017年12月28日，本站隨13號線首期開通而啟用。
2020年5月22日，受当天凌晨广州的特大暴雨影响，13号线全线停運。本站亦隨之停運關閉，至5月29日隨魚珠至沙村段恢復運營而重開，並作為13號線臨時終點站。6月13日，本站至新沙段亦得以恢復運營。